# Magiczne sanie
Magiczne sanie (ang. Sleigh Bells Ring) – amerykański film romantyczny z 2016 roku w reżyserii Marity Grabiak.
Premiera filmu odbyła się w Stanach Zjednoczonych 18 grudnia 2016 na amerykańskim kanale Hallmark Channel.

## Fabuła
Laurel Bishop (Erin Cahill) samotnie wychowuje kilkuletnią córkę Scarlett i boryka się z wieloma codziennymi problemami. Kobieta pracuje dla urzędu miasta, prowadzi wydział parków i rekreacji. Zbliża się Boże Narodzenie, wokół panuje świąteczna atmosfera. Niespodziewanie burmistrz Howard Finnegan proponuje Laurel zorganizowanie parady bożonarodzeniowej, której nie było w miasteczku od pięciu lat z powodu finansowych problemów. Teraz jednak mają nadwyżkę budżetową, którą burmistrz zamierza przeznaczyć na paradę, aby sprawić radość mieszkańcom. Jeżeli uda się Laurel wykonać to zadanie, ma obiecany awans. Na zorganizowanie bożonarodzeniowej parady w rodzinnym miasteczku zostało jej zaledwie dwa tygodnie. Zbierając potrzebne rekwizyty, natrafia na piękne stare sanie, które wypożycza od tajemniczego właściciela. Musi tylko je wyremontować. Szybko okazuje się, że sanie żyją własnym życiem, pojawiają się i znikają, ale zawsze prowadzą Laurel do jej dawnego chłopaka Alexa, który przed laty wyjechał z miasteczka bez pożegnania.

## Obsada
- Erin Cahill jako Laurel
- David Alpay jako Alex
- Dakota Guppy jako Scarlett
- Jenna Romanin jako Betty
- Robyn Bradley jako ciotka Audrey
- Chad Riley jako burmistrz Howard Finnegan
- Donovan Scott jako pan Winter
- Brendon Zub jako Wade Carlucci